# Lesung Batu (Lintang Kanan)
Lesung Batu is een bestuurslaag in het regentschap Empat Lawang van de provincie Zuid-Sumatra, Indonesië. Lesung Batu telt 2633 inwoners (volkstelling 2010).